# Haing S. Ngor
El Dr. Haing Somnang Ngor (en chino tradicional 吳漢, Wú Hàn) (22 de marzo de 1940 - 25 de febrero de 1996) fue un médico y actor camboyano naturalizado estadounidense, mejor recordado por ganar el Óscar al mejor actor de reparto de 1984 por su participación en la película Los gritos del silencio. Su etnicidad era china, pues su familia provenía de Chaozhou, China.

## Biografía
Nacido en Samrong Young, Camboya, Ngor se educó para ser cirujano y ginecólogo. Estaba ejerciendo su profesión en la capital Phnom Penh en 1975 cuando los Jemeres Rojos de Pol Pot tomaron el control del país y fundaron la Kampuchea Democrática. Por su origen chino tuvo que enfrentar la persecución del gobierno, y se vio obligado a ocultar su educación y sus habilidades de médico para evitar la intensa hostilidad del régimen hacia los intelectuales y profesionales. Fue expulsado de Phnom Penh, junto con gran parte de sus dos millones de habitantes, como parte del experimento socialista "Año Cero" de los Jemeres Rojos, y fue apresado en un campo de concentración junto con su esposa My-Huoy, quien después falleció durante el parto estando en cautiverio. A pesar de ser un ginecólogo, no pudo tratar a su esposa, pues necesitaba una cesárea y al efectuar la operación habría quedado expuesto, y probablemente los dos habrían sido asesinados. 
Tras la caída del régimen de los Jemeres Rojos en 1979, Ngor trabajó como médico en un campo de refugiados en Tailandia, y viajó a los Estados Unidos el 30 de agosto de 1980. Nunca se volvió a casar. En 1988 escribió Haing Ngor: A Cambodian Odyssey, describiendo su vida bajo el régimen de los Jemeres Rojos en Camboya. 

## Muerte
El 25 de febrero de 1996 Ngor fue tiroteado fuera de su hogar cerca del centro de Los Ángeles, California. Fueron inculpados por el asesinato tres miembros prominentes de los "Oriental Lazy Boyz", una pandilla que tenía antecedentes de robo de carteras y joyas. Fueron juzgados juntos en la Corte Superior de Los Ángeles, aunque sus respectivos casos fueron examinados por tres jurados diferentes. Los fiscales argumentaron que ellos habían matado a Ngor porque éste, después de entregar de manera voluntaria un reloj Rolex de oro, se negó a entregarles un relicario que contenía una foto de su fallecida esposa My-Huoy. Los abogados de la defensa sugirieron que el asesinato tuvo connotaciones políticas, pues habría sido cometido por simpatizantes de los Jemeres Rojos; sin embargo no presentaron pruebas para sustentar su teoría. Al final los tres pandilleros fueron declarados culpables del asesinato. Es importante decir que el criminal de los Jemeres Rojos, apodado Duch, jefe del centro de torturas y muerte de Tuol Sleng o S-21, confesó durante su juicio en 2009 en el que fue condenado por sus miles de crímenes, que el doctor Ngor fue asesinado por encargo de ellos, por haber realizado el papel de Dith Pran en la película The Killing Fields de 1984.
Ngor superó muchos riesgos en su natal Camboya solo para morir de manera violenta en los Estados Unidos. Sin embargo, después del estreno de Los gritos del silencio le dijo a un periodista: "Si llego a morir de ahora en adelante, ¡no hay problema!, esta película durará cien años". Dith Pran, a quien Ngor había interpretado en Los gritos del silencio, dijo sobre la muerte del actor que "Él es como mi hermano gemelo... es como un co-mensajero y ahora estoy solo".

## Filmografía
| Año  | Película                             | Papel              | Premios |
| ---- | ------------------------------------ | ------------------ | --- |
| 1984 | The Killing Fields                   | Dith Pran          | (Ngor S como el Dr. Haing ) Óscar al mejor actor de reparto BAFTA al mejor actor Premio BAFTA al mejor actor revelación Globo de Oro al mejor actor de reparto Boston Society of Film Critics Award for Best Actor |
| 1986 | Dung fong tuk ying (Eastern Condors) | Yeung Lung         | |
| 1989 | Vietnam War Story: The Last Days     | Major Huyen        | |
| 1989 | The Iron Triangle                    | Colonel Tuong, NVA | |
| 1990 | Vietnam, Texas                       | Wong               | |
| 1990 | Last Flight Out                      | Pham Van Minh      | |
| 1991 | Ambition                             | Tatay              | |
| 1993 | My Life                              | Mr. Ho             | |
| 1993 | Heaven & Earth                       | Papa               | |
| 1993 | Fortunes of War                      | Khoy Thuon         | |
| 1994 | The Dragon Gate                      | Sensei             | |
| 1996 | Hit Me                               | Billy Tungpet      | |

## Premios y distinciones
Premios Óscar
| Año  | Categoría              | Película                | Resultado |
| ---- | ---------------------- | ----------------------- | --------- |
| 1985 | Mejor Actor de Reparto | Los gritos del silencio | Ganador   |

## Libros recomendados
- Haing Ngor with Roger Warner, A Cambodian Odyssey, Macmillian Publishing Company, 1987. (ISBN 0-02-589330-0).
- Haing Ngor with Roger Warner, Survival in the Killing Fields, Carroll & Graf Publishers, 2003; 515 pp. (ISBN 0-7867-1315-1)